# Velký Rybník
Velký Rybník (en allemand : Groß Rybnik) est une commune du district de Pelhřimov, dans la région de Vysočina, en République tchèque. Sa population s'élevait à 202 habitants en 2024.

## Géographie
Velký Rybník se trouve à 7 km au sud-ouest de Humpolec, à 9 km au nord-est de Pelhřimov, à 23 km à l'ouest-nord-ouest de Jihlava e à 92 km au sud-est de Prague.
La commune est limitée par Humpolec et Mladé Bříště au nord, par Zachotín à l'est, par Žirov au sud et par Pelhřimov et Dehtáře à l'ouest.

## Histoire
La première mention écrite de la localité date de 1379.

## Transports
Par la route, Velký Rybník se trouve à 8 km de Humpolec, à 10,5 km de Pelhřimov, à 30 km de Jihlava et à 107 km de Prague.